# Lavelanet
Lavelanet (okcitansko L'Avelhanetis) je naselje in občina v jugozahodnem francoskem departmaju Ariège regije Jug-Pireneji. Leta 1999 je naselje imelo 6.769 prebivalcev.
Ime kraja izhaja iz latinske besede avellana v pomenu lešnik (franc. noisette).

## Geografija
Lavelanet se nahaja na vzhodu departmaja Ariège ob severnem vznožju Pirenejev, 25 km vzhodno od Foixa.

## Uprava
Lavelanet je sedež istoimenskega kantona, v katerega so poleg njegove vključene še občine L'Aiguillon, Bélesta, Bénaix, Carla-de-Roquefort, Dreuilhe, Fougax-et-Barrineuf, Ilhat, Lesparrou, Leychert, Lieurac, Montferrier, Montségur, Nalzen, Péreille, Raissac, Roquefixade, Roquefort-les-Cascades, Saint-Jean-d'Aigues-Vives, Sautel in Villeneuve-d'Olmes s 13.423 prebivalci.
Kanton je sestavni del okrožja Foix.

## Zanimivosti
- cerkev Marijinega Vnebovzetja;